# Юйдайцяо
Юйдайцяо (кит. упр. 玉带桥, пиньинь Yù Dài Qiáo, букв. «Мост нефритового пояса») — построенный в XVIII веке лунный мост, расположенный в Пекине на территории бывшего Летнего императорского дворца. Знаменит своей довольно высокой и тонкой аркой.
Мост Юйдайцяо является наиболее известным из шести мостов, расположенных в районе западного побережья озера Куньминху. Он был возведён в 1751—1764 годах, при императоре, правившем под девизом «Цяньлун», в стиле мостов, характерных для сельской местности Южного Китая. При строительстве использовался мрамор и другие строительные материалы белого цвета. На перилах моста выгравированы журавли и драконы из местного фольклора.
Форма арки была выбрана для моста для того, чтобы под ним могла проходить императорская лодка-дракон. Так как озеро Куньминху связано с одной из рек, то в некоторых случаях император и императрица отправлялись в путешествие на лодке-драконе, и ей приходилось проходить под этим мостом.